# Hoher Nebelkogel
Der Hohe Nebelkogel (3211 m ü. A.) ist ein Gipfel in den westlichen Stubaier Alpen in Tirol. Unweit des Gipfels liegt nördlich die Hochstubaihütte, die sich auf der Wildkarspitze (3173 m ü. A.) befindet, einem Vorgipfel des Hohen Nebelkogels. Südlich des Gipfels befindet sich mit dem Niederen Nebelkogel (3070 m ü. A.) ein weiterer Nebengipfel. 
Von der Hochstubaihütte kann der Gipfel in ungefähr 15 Minuten in sehr leichter Kletterei über den Nordostgrat erreicht werden.